# Хесен-Филипстал-Бархфелд
Хесен-Филипстал-Бархфелд (на немски: Hessen-Philippsthal-Barchfeld) е основана през 1721 г. от още съществуваща странична линия на Хесен-Касел на ландграфския род Дом Хесен, назована на резиденцията им град Бархфелд в днешна Тюрингия.

## История
Основател на линията е ландграф Вилхелм фон Хесен-Филипстал, вторият син на ландграф Филип I фон Хесен-Филипстал, който през 1685 г. основава линията Хесен-Филипстал.
Ландграфовете управляват малкото княжество (Mediatfürstentum ) от дворец Вилхелмсбург в Бархфелд, построен между 1690 и 1732 г.
Двете странични линии Хесен-Филипстал-Бархфелд и Хесен-Румпенхайм получават през 1880 г. от Прусия рента от 300 000 марки от доходите на Курфюрство Хесен (Fideikommis), също и дворците Ротенбург и Шьонфелд (Касел). Страничните линии на Хесен-Касел, Хесен-Филипстал-Бархфелд и Хесен-Румпенхайм са единствените съществуваши и днес линии на Дом Хесен.
Днес фамилията има главно седалище в Херлесхаузен, от където управлява наследените собствености на изчезналата линия Хесен-Филипстал.

## Ландграфове на Хесен-Филипстал-Бархфелд
- Вилхелм 1721 – 1761
- Фридрих 1761 – 1772
- Адолф 1772 – 1803
- Карл 1803 – 1806

1806 г. анексирана от Кралство Вестфалия, 1813 г. възстановена
- Карл 1813 – 1854 (реставриран)
- Алексис Вилхелм 1854 – 1866

1866 г. анексирана от Прусия